# Diastema panteles
Diastema panteles är en fjärilsart som beskrevs av Dyar 1913. Diastema panteles ingår i släktet Diastema och familjen nattflyn. Inga underarter finns listade i Catalogue of Life.